# ایوا گوتلین
ایوا گوتلین (سوئدی: Eva Gothlin; ۲۶ ژانویهٔ ۱۹۵۷ – ۲۳ دسامبر ۲۰۰۶) دانشیار و تاریخ‌نگار اهل سوئد بود.
او در سال ۱۹۹۸، اولین مدیر دبیرخانه ملی تحقیقات جنسیتی شد.
گوتلین از سال ۲۰۰۴، مدرس ارشد گروه مطالعات جنسیتی در دانشگاه گوتنبرگ بود.